# کورلیا لیگوره
کورلیا لیگوره (به ایتالیایی: Coreglia Ligure) یک کومونه در ایتالیا است که در استان جنوا واقع شده‌است.

## خصوصیات
کورلیا لیگوره ۸٫۰ کیلومترمربع مساحت و ۲۷۹ نفر جمعیت دارد و ۶۵ متر بالاتر از سطح دریا واقع شده‌است.

## خواهرخوانده
شهر کورلیا آنتلمینلی خواهرخواندهٔ کورلیا لیگوره هست.